# Gare de Donjeux
La gare de Donjeux est une gare ferroviaire française de la ligne de Blesme - Haussignémont à Chaumont, située sur le territoire de la commune de Donjeux, dans le département de la Haute-Marne en région Grand Est. 
Elle est mise en service en 1855 par la Compagnie des chemins de fer de l'Est. C'est une halte ferroviaire de la Société nationale des chemins de fer français (SNCF) desservie par des trains TER Grand Est.

## Situation ferroviaire
Établie à 207 m d'altitude, la gare de Donjeux est située au point kilométrique (PK) 272,740 de la ligne de Blesme - Haussignémont à Chaumont, entre les gares de Fronville - Saint-Urbain et de Gudmont.

## Histoire
La station de Donjeux est mise en service le 17 juillet 1855 par la Compagnie des chemins de fer de l'Est, lorsqu'elle ouvre à la circulation la section de Saint-Dizier à Donjeux. La section suivante de Donjeux à Chaumont est ouverte le 25 avril 1857

## Fréquentation
Selon les estimations de la SNCF, la fréquentation annuelle de la gare figure dans le tableau ci-dessous
.
| Année     | 2015  | 2016  | 2017  | 2018  | 2019  | 2020  | 2021  | 2022  | 2023  | 2024  |
| --------- | ----- | ----- | ----- | ----- | ----- | ----- | ----- | ----- | ----- | ----- |
| Voyageurs | 5 536 | 5 965 | 6 276 | 4 064 | 3 588 | 3 815 | 3 560 | 5 355 | 7 209 | 8 156 |

## Service des voyageurs

### Accueil
Halte SNCF, c'est un point d'arrêt non géré (PANG) à accès libre.

### Desserte
Donjeux est desservie par les trains TER Grand Est qui effectuent des missions entre les gares de Saint-Dizier et de Chaumont.

### Intermodalité
Le stationnement des véhicules est possible à proximité. Elle est desservie par des cars TER Grand Est de la ligne Joinville - Chaumont.